# Aetrocantha falkensteini
Aetrocantha falkensteini  es una especie de araña araneomorfa de la familia Araneidae. Es el único miembro del género monotípico Aetrocantha. Es originaria de África central y África occidental.